# Список видеоконнекторов

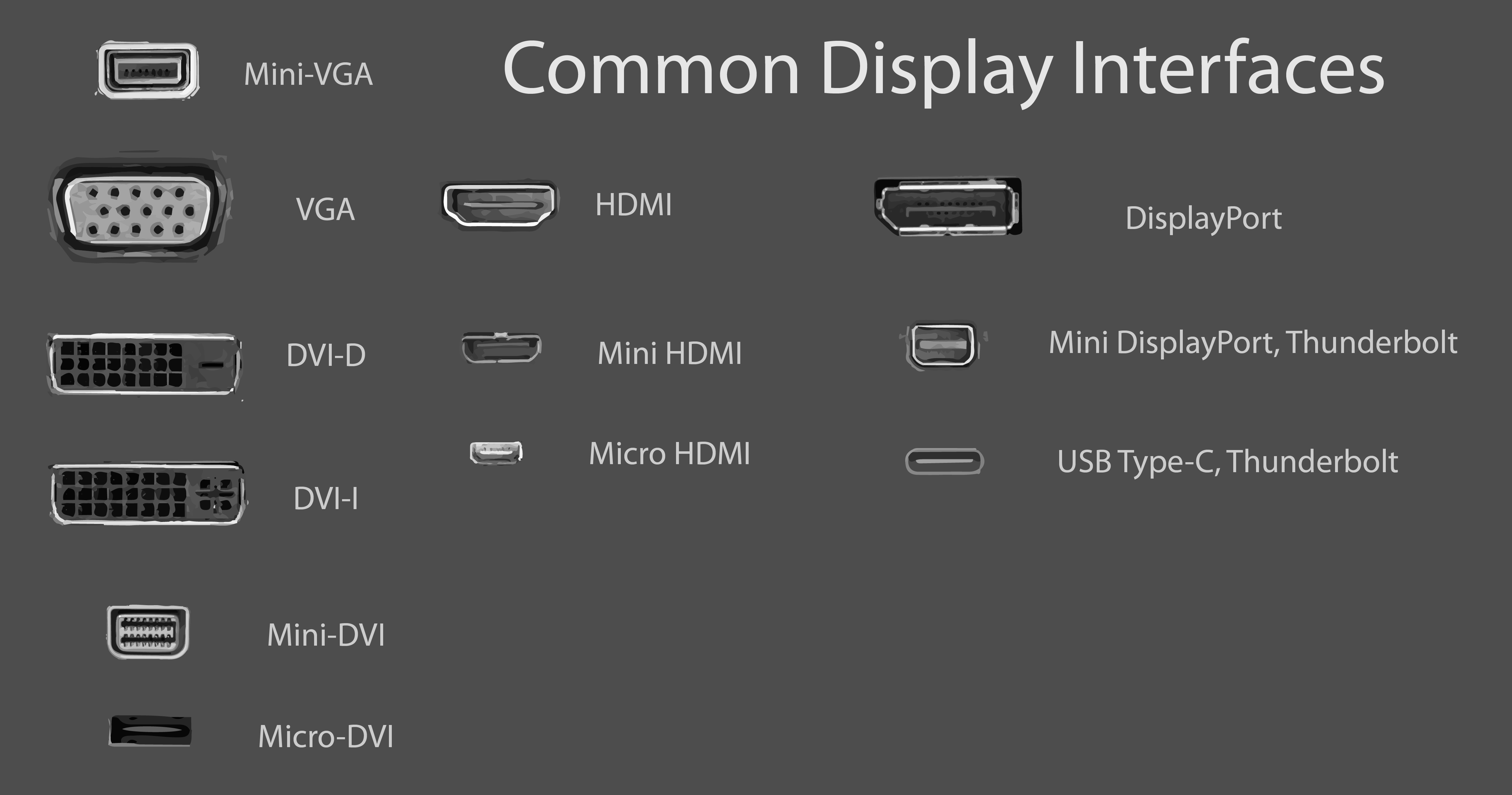
Порты распространённых стандартов для подключения дисплеев, в масштабе. Показаны различные варианты портов в стандартах VGA, DVI, HDMI, DisplayPort, Thunderbolt, USB Type-C.

Это список видеоразъёмов и соответствующих стандартов видеосигнала. Служат для подключения устройств, генерирующих Видеосигнал к устройствам отображения изображений, обычно мониторам (дисплеям).

## По стандарту сигнала
| Наименование стандарта сигнала              | Год разработки | Разъём                                                                                           | Аналоговый или цифровой | Максимальное разрешение                                                                         | Использование | Примечания |
| ------------------------------------------- | -------------- | ------------------------------------------------------------------------------------------------ | ----------------------- | ----------------------------------------------------------------------------------------------- | --- | --- |
| Композитное видео                           | 1956           | 1 RCA, BNC, Антенный разъём, или Mini-VGA                                                        | Аналоговый              | 768×576, 25 Гц PAL                                                                              | Потребительская электроника, включая видеомагнитофоны и лазерные диски, в 1970—1980-е домашние компьютеры, такие как Commodore VIC-20, в 1980-е–1990-е игровые приставки, такие как Nintendo Entertainment System                                | |
| S-Video                                     | 1979           | 1 Mini-DIN 4 pin, 1 Mini-VGA, 2 BNC, 2 RCA разъёма                                               | Аналоговый              | 768×576, 25 Гц PAL                                                                              | S-VHS, некоторые ноутбуки, в 1980—1990-е домашние компьютеры, включая C64, C128 и Atari 8-bit | 4 штырьковый mini-DIN, широко распространённый в потребительской электронике, впервые появился в 1987 в S-VHS от JVC.                                             |
| SCART                                       | 1977           | SCART 21-pin                                                                                     | Аналоговый              | 768×576, 25 Гц PAL                                                                              | Европейский «объединённый» A/V интерфейс, Commodore Amiga и множество видеоигр | Объединённый интерфейс для композитного видео, композитной синхронизации RGB, звука и S-video                                                                     |
| CGA                                         | 1981           | DE-9                                                                                             | Цифровой                | 640×200, 60 Гц                                                                                  | x86 машины до i80386 | |
| MDA                                         | 1981           | DE-9                                                                                             | Цифровой                | 720×350, 50 Гц, Только текст                                                                    | x86 машины до i80386 | |
| HGC                                         | 1982           | DE-9                                                                                             | Цифровой                | 720×348, 50 Гц                                                                                  | x86 машины до i80386 | |
| EGA                                         | 1984           | DE-9                                                                                             | Цифровой                | 640×350, 60 Гц                                                                                  | x86 машины до i80386 | |
| Amiga video                                 | 1985           | DB23                                                                                             | Оба, GenLock            | 1280×400/512, 60/50 Гц                                                                          | Commodore Amiga | То же самое что и SCART, но включает цифровой RGBI сигнал, genlock clock, composite sync и +12/+5 В питание                                                       |
| VGA                                         | 1987           | Варианты VGA разъёма включая DE-15/HD-15 (канонич.), DE-9, и Mini-VGA. Also carried by Mini-DVI. | Аналоговый              | 2048×1536, 85 Гц (2560×1600, 60 Гц в теории)                                                    | Появился в IBM x86 машинах, но стал универсальным аналоговым интерфейсом дисплеев. VESA Display Data Channel позже добавила разрешение мониторам идентифицировать себя видеокартам через интерфейс, а видеокартам — изменять настройки монитора. | Приёмниками являются аналоговые протоколы включая SVGA, XGA, и т. д. DVI наиболее современная цифровая альтернатива.                                              |
| Mac-II/Quadra                               | 1987           | DA15F                                                                                            | Аналоговый              | 1152x870, 75 Гц                                                                                 | Macintosh | Mac-DA15F и Sun-13W3 по возможностям близок к VGA. Некоторые машины фирмы Sun использовали 4 или 5 BNC разъёмов для передачи видеосигнала.                        |
| 13W3                                        | 1990           | DB13W3                                                                                           | Аналоговый              | 1152×900, 76 Гц                                                                                 | Компьютерные системы фирмы Sun. | Mac-DA15F и Sun-13W3 по возможностям близок к VGA. Некоторые машины фирмы Sun использовали 4 или 5 BNC разъёмов для передачи видеосигнала.                        |
| OpenLDI                                     | 1998           | MDR36                                                                                            | LVDS цифровой           |                                                                                                 | | |
| Компонентное видео                          | 1990-е         | 3 RCA или BNC                                                                                    | Аналоговый              | 1920×1080, 60 Гц                                                                                | потребительская электроника | |
| D-Terminal                                  | 1990-е         | Apple-AAUI                                                                                       | Аналоговый              | 1920×1080, 60 Гц                                                                                | Японская потребительская электроника | Использует компонентное видео и выбор разрешения экрана посредством уровней напряжения.                                                                           |
| Digital Visual Interface (DVI)              | 1999           | DVI, Mini-DVI, Micro-DVI                                                                         | Оба                     | 2560×1600, 60 Гц                                                                                | современные видеокарты | Повсеместно использующийся компьютерный интерфейс. Передаётся только несжатое видео. High-bandwidth Digital Content Protection (HDCP) шифрование является опцией. |
| ADC                                         | 2000           | Apple-ADC                                                                                        | Оба                     | 2560 x 1600, 60 Гц                                                                              | Компьютеры Apple | Проприетарный разъём с DVI сигналом |
| High-Definition Multimedia Interface (HDMI) | 2003           | HDMI Type A/C                                                                                    | Цифровой                | 2560 x 1600, 75 Гц                                                                              | Множество A/V систем и видеокарт (включая материнские платы с IGP) | High-bandwidth Digital Content Protection (HDCP) шифрование обязательно.                                                                                          |
| Serial Digital Interface                    | 2003           | BNC                                                                                              | Цифровой                | От 143 Mbit/s до 2.970 Gbit/s, зависит от варианта. 480i, 576i, 480p, 576p, 720p, 1080i, 1080p. | Вещательное видео. Вариации включают SD-SDI, HD-SDI, Dual Link HD-SDI, 3G-SDI. | |
| DisplayPort                                 | 2007           | 20-pin (внешний) 32-pin (внутренний)                                                             | Цифровой                | 2560×1600, 75 Гц                                                                                | Мониторы Apple Inc. и DELL Ожидается: Базированные на ATI RV670 видеокарты и графические карты NVIDIA G92 (оба в OEM) | DisplayPort включает 128-битный AES для замены HDCP. В DisplayPort версии 1.1 добавлена поддержка HDCP.                                                           |
| DiiVA                                       | 2008           | 13-pin                                                                                           | Цифровой                | 2560×1600, 75 Гц 4096×2160, 24 Гц                                                               | A/V системы | Поддерживает HDCP. |
| HDBaseT                                     | 2010           | 8P8C                                                                                             | Цифровой                | 4096×2160, 24 Гц, 10.2 Гбит/с                                                                   | A/V системы, питание до 100 Вт | |
| CoaXPress                                   | 2010           | BNC-коннектор, DIN 1.0/2.3                                                                       | Цифровой                |                                                                                                 | Машинное зрение и индустриальные телекамеры | Поддерживает 20.83 Мбит/с uplink, подача питания по тому же коаксиальному кабелю                                                                                  |

## Физические разъёмы
| Картинка | Класс или название разъёма                                                                                              | Используется для | Примечания |
| Аналоговые радиочастотные разъёмы. Обычно используются с коаксиальным кабелем вроде RG-6 и RG-59.            | Аналоговые радиочастотные разъёмы. Обычно используются с коаксиальным кабелем вроде RG-6 и RG-59.                       | Аналоговые радиочастотные разъёмы. Обычно используются с коаксиальным кабелем вроде RG-6 и RG-59. | Аналоговые радиочастотные разъёмы. Обычно используются с коаксиальным кабелем вроде RG-6 и RG-59.               |
| --- | --- | --- | --- |
| Belling-Lee connector / IEC 169-2 разъём                                                                     | TV разъём, (a.k.a. PAL разъём в Европе)                                                                                 | Больше не используется для подключения антенны в США, где был заменён на более надёжный F connector. До сих пор используется в европейских странах. | |
| | BNC (Bayonet Neill-Concelman)                                                                                           | Альтернатива RCA для профессиональной видеотехники. Протоколы: Serial Digital Interface (SDI) и HD-SDI. | 75 Ω для видеосигналов, например RG59 и RG6. 50 Ω для передачи данных, например Ethernet на RG58. 93 Ω на RG62. |
| 50Ω (в нижнем ряду) и 75Ω C коннекторы (в верхнем ряду)                                                      | C connector (Concelman connector)                                                                                       | | |
| | GR connector (General Radio connector)                                                                                  | | |
| | F connector | Используется в США для домашних ТВ устройств и для спутниковых и кабельных систем в мире. | |
| | N connector (Neill connector)                                                                                           | | |
| TNC connector (слева) в сравнении с BNC (справа)                                                             | Threaded Neill-Concelman connector (TNC)                                                                                | | |
| | UHF connector (т.н. PL-259/SO-239)                                                                                      | | |
| Семейство D-subminiature                                                                                     | | | |
| DE-15 (штекер/папа)                                                                                          | VGA connector (обобщённо называют DE-15)                                                                                | Стал повсеместным видеоконнектором с момента появления в IBM x86 машинах. Более старые VGA разъёмы DE-9 (9-pin). Современный DE-15 разъём может нести VESA Display Data Channel для обмена информацией между видеокартой и монитором                                                    | |
| | DB13W3 | Аналоговое компьютерное видео, цветное и монохромное. Sun Microsystems, Silicon Graphics, IBM RISC, Intergraph и некоторые компьютеры Apple. | Устарел; заменён VGA и DVI. Этот же разъём был использован 3Com для избыточного питания в свитчах 3300 серии.   |
| DVI-подобные                                                                                                 | | | |
| Single-link DVI-D (штекер/папа) Штекер/папа Dual-link DVI-D                                                  | Digital Visual Interface (DVI). 5 вариантов: DVI-I single link, DVI-I dual link, DVI-D single, DVI-D double, and DVI-A. | Повсеместен для современных видеокарт. | |
| Штекер/папа Mini-DVI лежит на 12 -дюймовом Power Book G4, гнездо/мама в нём второе слева.                    | Mini-DVI | VGA, DVI, телесигнал. Альтернатива Mini-VGA у Apple Computer. | |
| Гнездо/мама Micro-DVI (крайнее справа) в MacBook Air                                                         | Micro-DVI | Двухканальный DVI-D | |
| Гнездо/мама                                                                                                  | DMS-59 | Двухканальный DVI | |
| Штекер/папа                                                                                                  | Apple Display Connector                                                                                                 | Питание, DVI, USB. | |
| Одна из трёх версий форм-фактора HDMI (Type A) штекер/папа, 2 - mini-HDMI (Type C), 3 - micro-HDMI (Type D). | High-Definition Multimedia Interface (HDMI)                                                                             | Передача видеосигналов высокого качества и многоканальные цифровые аудиосигналы (протокол HDMI). | Через простой адаптер совместим с DVI-D и DVI-I.                                                                |
| DIN/Mini-DIN                                                                                                 | | | |
| Штекер/папа                                                                                                  | Mini-DIN 4-pin | S-Video | |
| | Различные версии Mini-DIN                                                                                               | Отличаются строением и протоколами, подробнее в статье Mini-DIN | |
| Прочие | | | |
| 3 RCA разъёма — жёлтый для композитного видео, и белый с красным для аудио стереосигнала                     | RCA | Широко используется в потребительской электронике для аудио и видеосигналов. | Одиночный разъём для каждого сигнала.                                                                           |
| Штекер/папа                                                                                                  | SCART | Потребительская электроника, преимущественно в Европе. Несёт в себе аналоговый стерео аудиосигнал, с композитным видео или RGB видео. Некоторые устройства поддерживают S-Video, но использование S-Video не стандартизировано и использует те же ножки, что и композитное видео и RGB. | |
| D4 video connector                                                                                           | D-Terminal | Популярны в Японии для аналогового ТВ высокой чёткости. Доступны размеры от D1 до D5. | Заменяет RCA разъём.                                                                                            |
| Штекер/папа Mini-VGA лежит на ноутбуке Apple, гнездо/мама второе справа.                                     | Mini-VGA | Используется в ноутбуках, преимущественно от Apple и в некоторых от Sony. | |
| AV Multi (штекеры/папы с золотыми контактами)                                                                | AV Multi | Проприетарный Sony. Объединяет композитное видео, S-Video, RGB, компонентное видео и стереозвук (2 аналоговых канала). | |
| Штекер/папа                                                                                                  | 34-pin MicroCross Molex connector                                                                                       | VESA Enhanced Video Connector и VESA Plug and Display (т.н. M1-DA) использовали этот порт для передачи цифрового видео, аудио, FireWire и USB по одному проводу. | Устарел, ныне используются DFP и последние версии DVI.                                                          |
| | HDI-45 | Запатентован Apple. Совмещает VGA, стереозвук и ADB. | Использован один раз                                                                                            |
| Гнездо/мама (20 -жильное)                                                                                    | Digital Flat Panel | Применялся совместно с протоколом цифрового видео PanelLink. | Замещён DVI. |
| | Unified Display Interface                                                                                               | | Был предложен для замены DVI и HDMI, запрещён компанией Intel в угоду DisplayPort.                              |
| Штекер/папа TRRS                                                                                             | 3.5mm (⅛") TRS connector                                                                                                | Аналоговые камкодеры в основном используют 3.5mm 4-контактный TRRS разъём для передачи композитного видео и аудио стереосигнала. | Разъём очень похож на широко используемый 3-контактный (Walkman) 3.5mm TRS разъём.                              |
| Штекер мама                                                                                                  | DisplayPort | DisplayPort также название протокола, предложенного для замены DVI в компьютерных мониторах и потребительской электроники, такой, как домашние кинотеатры. | |
| Mini DisplayPort Гнездо папа                                                                                 | Mini DisplayPort | Предложенная альтернатива HDMI, применялся с дисплеями (заменяет VGA, DVI). Пришёл на смену Mini-DVI Apple Inc. | |
| Коннектор USB Type-C                                                                                         | USB Type-C | Универсальный разъём из стандарта USB 3.1, в ряде режимов (Alternate Mode) может применяться для передачи видеосигнала в стандартах DisplayPort 1.3, HDMI 1.4b, MHL 1.0-3.0/superMHL.                                                                                                   | |